# Il bersaglio (film)
Il bersaglio (Le choc) è un film del 1982 diretto da Robin Davis.
Il film è basato sul libro Posizione di tiro di Jean-Patrick Manchette.

## Trama
Martin Terrier, un sicario, compie una missione in Marocco, e torna a Parigi per raccogliere i suoi soldi da Cox, il capo dell'organizzazione. Martin annuncia la sua intenzione di ritirarsi per dedicarsi a una fattoria di tacchini in Bretagna, regalo dalla sua ex moglie Jeanne. Ma l'organizzazione decide diversamente e Martin dovrà affrontare una banda di assassini.